# Eleni Stawru
Eleni Stawru (gr. Ελένη Σταύρου; ur. 4 lipca 1975 w Nikozji) – cypryjska polityk, deputowana krajowa, posłanka do Parlamentu Europejskiego IX kadencji.

## Życiorys
Ukończyła studia z zakresu literatury angielskiej na Uniwersytecie Narodowym im. Kapodistriasa w Atenach. Uzyskała magisterium ze studiów nad wojną i śródziemnomorskich w King’s College London, doktoryzowała się na tej samej uczelni. Kształciła się również na Uniwersytecie Bar-Ilana. Pracowała jako specjalistka do spraw stosunków bliskowschodnich.
Zaangażowała się w działalność polityczną w ramach Zgromadzenia Demokratycznego. W 2016 z ramienia tej partii została wybrana do Izby Reprezentantów, w której zasiadała do 2021. W 2019 bez powodzenia kandydowała do Europarlamentu. Mandat deputowanej do PE IX kadencji objęła w listopadzie 2022, zastępując w nim Lefterisa Christoforu. Dołączyła do frakcji Europejskiej Partii Ludowej.